# Pierantonio Bondioli
 (janvier 2024).
Pierantonio Bondioli est un médecin et physicien italien, né en 1765, à Corfou et mort le 16 septembre 1808 à Bologne.

## Biographie
Né en 1765 à Corfou, dans la République de Venise, il montra dès sa plus tendre enfance une vive passion pour les lettres. Envoyé à l’université de Padoue, il fit des progrès si rapides dans les sciences, qu’avant d’avoir achevé ses cours, il fut admis à lire à l’académie trois mémoires : l’un sur l’usage des frictions en médecine ; le second sur l’électricité considérée comme moyen curatif dans certaines maladies ; et le troisième sur le son, dont le jeune auteur expose une théorie nouvelle, fondée sur la structure du cerveau : il reçut le laurier doctoral en 1789. Le mémoire qu’il lut, le 15 décembre de l’année suivante, à l’académie, sur les causes de l’aurore boréale, lui mérita les éloges de deux célèbres physiciens, Giuseppe Toaldo et Alessandro Volta. Celui-ci le fit imprimer avec des notes dans le t. 1er du Giornale fisico-medico de Brugnatelli. Plusieurs années après, Bondioli revint sur ce sujet intéressant ; et dans un mémoire sur les aurores boréales locales, que la société italienne fit insérer, en 1801, dans le t. 9 de ses Actes, il prouve que Mairan s’est trompé, en annonçant que ce brillant phénomène ne peut avoir lieu que dans les climats voisins du pôle. Mais c’est la seule fois que Bondioli se soit écarté de ses études médicales.
Joignant constamment la pratique à la théorie, il avait acquis ce coup d’œil rapide qui distingue de l’empirique le véritable médecin ; il jugeait sur-le-champ la maladie et les remèdes qu’il convenait d’employer. Il était établi depuis quelque temps à Venise, lorsque le gouverneur de Montona, dans l’Istrie, l’appela pour soigner une maladie épidémique dont lui-même était attaqué. Le succès du jeune médecin fut complet ; mais la jalousie de ses confrères l’empêcha d’en tirer parti pour augmenter sa clientèle. Ayant accompagné le baile de Venise à Constantinople, il y trouva de fréquentes occasions d’exercer ses talents ; mais informé que les Français s’étaient emparés de Corfou, il se hâta de revenir dans sa patrie, séduit par l’espérance de contribuer à l’affranchissement de ses compatriotes. Son espoir ayant été déçu, Bondioli partagea le sort des Français, et vint à Paris, où il reçut un accueil honorable. Attaché, depuis la bataille de Marengo, à l’armée d’Italie en qualité de médecin militaire, il fut en 1803 nommé professeur de matière médicale à l’université de Bologne. Il prit possession de cette chaire le 29 novembre, par un discours très-remarquable sur les moyens de constater la qualité des médicaments. Le talent qu’il déploya comme professeur lui concilia tous les suffrages.
Elu, peu de temps après, l’un des quarante de l'Académie nationale des sciences, il fut ensuite décoré de l’ordre de la Couronne de fer. À la réorganisation de l’université de Padoue, en 1806, il fut nommé professeur de clinique. Pendant les deux années qu’il remplit cette charge, il traita complètement des fièvres et des inflammations, s’appuyant des observations qu’il avait recueillies dans les hôpitaux, et signalant les erreurs que sa propre expérience lui avait fait reconnaître dans la pratique de ses devanciers. S’étant rendu vers la fin d’avril 1808 à Bologne, pour prendre part aux travaux du collège des Dotti, il fut attaqué d’une maladie inflammatoire dont il prédit sur-le-champ la funeste issue. Il s’empressa de mettre ordre à ses affaires, et mourut le 16 septembre, à 43 ans. L’abbé Schiassi décora sa tombe d’une belle épitaphe, insérée dans les Mém. della società ital., t. 13, à la suite de son éloge par Mario Pieri. Bondioli chargea son exécuteur testamentaire de jeter au feu tous ses manuscrits, persuadé, comme il le disait, que celui qui laisse un manuscrit ne laisse que la moitié de son ouvrage, et cet ordre fut rigoureusement exécuté.

## Œuvres
Outre les mémoires déjà cités, on a de cet habile médecin deux opuscules anatomiques :
- Sulle vaginali del testicolo, Vicence, 1789, et Padoue, 1790, in-8°.

Dans le recueil de la société italienne :
- Ricerche sopra le forme particolari delle malattie universali, et Memoria dell’azione irritativa.

Parmi ses manuscrits se trouvaient un traité sur les Maladies contagieuses ; un sur les Maladies inflammatoires ; un mémoire sur la Nature de l’air et les Maladies dominantes dans l’Istrie et un autre sur la Distension organique.

## Sources
- « Bondioli (Pierre-Antoine) », dans Louis-Gabriel Michaud, Biographie universelle ancienne et moderne : histoire par ordre alphabétique de la vie publique et privée de tous les hommes avec la collaboration de plus de 300 savants et littérateurs français ou étrangers, 2e édition, 1843-1865 [détail de l’édition]